# Francisco Sosa (Fußballspieler)
Francisco Sosa (* 4. Oktober 1917; † unbekannt) war ein paraguayischer Fußballspieler. Der Stürmer bestritt neun Länderspiele und nahm mit der Nationalmannschaft seines Heimatlandes an der Weltmeisterschaft 1950 in Brasilien teil.

## Karriere

### Verein
Francisco Sosas Karriere ist nur lückenhaft dokumentiert. Er begann beim Asunción Football Club und spielte 1937 bei Guaraní. Von 1939 bis 1940 war er beim argentinischen Verein Rosario Central aktiv. In den Jahren 1942 und im Weltmeisterschaftsjahr 1950 stand er bei Cerro Porteño unter Vertrag, jedoch ist unklar, wo er von 1943 bis 1949 spielte. Im Jahr 1951 war er beim peruanischen Verein Mariscal Sucre.

### Nationalmannschaft
Sosa debütierte im Januar 1945 für die Nationalmannschaft bei der Copa Rosa Chevallier Boutell gegen Argentinien und spielte danach in weiteren Spielen der Copa Rosa Chevallier Boutell. Im Jahr 1950 wurde er in den Kader Paraguays für die Weltmeisterschaft 1950 berufen, kam allerdings in den beiden Spielen gegen Schweden und Italien nicht zum Einsatz. Er schied mit der Albirroja in der Gruppenphase aus. Sein letztes Länderspiel hatte er im Mai 1950 gegen Brasilien in Vorbereitung auf die Weltmeisterschaft bestritten.

## Auszeichnungen
- Torschützenkönig der paraguayischen Primera División: 1937, 1942